# Aphanomyces
Genre
Le genre Aphanomyces, membre des Saprolégniales, comprend différentes espèces d’Oomycètes pathogènes. Le genre Aphanomyces occupe une position originale au sein des Oomycètes. Il est le seul qui, selon les espèces, est responsable de maladies affectant soit des végétaux, soit des animaux. Aphanomyces euteiches est un parasite majeur de différentes légumineuses dont le pois fourrager, la luzerne, le trèfle, et menace la production de protéines d’origine végétale, dont la demande est en constante augmentation.
- Aphanomyces astaci est l'agent responsable de la peste des écrevisses.
- Aphanomyces euteiches est l'agent de pourriture précoce des racines du pois. Cette espèce parasite également d'autres légumineuses comme la luzerne, le trèfle.
- Aphanomyces daphniae parasite les daphnies.

## Liste d'espèces
Selon Catalogue of Life (12 juin 2013) :
- Aphanomyces astaci
- Aphanomyces brassicae
- Aphanomyces cladogamus
- Aphanomyces cochlioides
- Aphanomyces euteiches
- Aphanomyces frigidophilus
- Aphanomyces helicoides
- Aphanomyces iridis
- Aphanomyces irregularis
- Aphanomyces laevis
- Aphanomyces ovidestruens
- Aphanomyces parasiticus
- Aphanomyces phycophilus
- Aphanomyces raphani
- Aphanomyces scaber
- Aphanomyces stellatus

Selon Index Fungorum (12 juin 2013) :
- Aphanomyces acinetophagus A.F. Bartsch & F.T. Wolf 1938
- Aphanomyces amphigynus Cutter 1941
- Aphanomyces apophysii Lacy 1950
- Aphanomyces astaci Schikora 1906
- Aphanomyces balboensis J.V. Harv. 1942
- Aphanomyces bosminae W.W. Scott 1961
- Aphanomyces brassicae S.L. Singh & Pavgi 1977
- Aphanomyces camptostylus Drechsler 1929
- Aphanomyces cladogamus Drechsler 1929
- Aphanomyces cochlioides Drechsler 1929
- Aphanomyces coniger H.E. Petersen 1910
- Aphanomyces daphniae Prowse 1954
- Aphanomyces euteiches Drechsler 1925
- Aphanomyces exoparasiticus Coker & Couch 1926
- Aphanomyces frigidophilus Kitanch. & Hatai 1997
- Aphanomyces gordejevi Skvortsov 1925
- Aphanomyces helicoides Minden 1912
- Aphanomyces hydatinae Valkanov 1931
- Aphanomyces invadans Willoughby, R.J. Roberts & Chinabut 1995
- Aphanomyces iridis Ichit. & Tak. Kodama 1986
- Aphanomyces irregularis W.W. Scott 1961
- Aphanomyces keratinophilus (M. Ôkubo & Kobayasi) R.L. Seym. & T.W. Johnson 1974
- Aphanomyces laevis de Bary 1860
- Aphanomyces magnusii Schikora 1922
- Aphanomyces norvegicus Wille 1899
- Aphanomyces ovidestruens Gickelh. 1923
- Aphanomyces parasiticus Coker 1923
- Aphanomyces patersonii W.W. Scott 1956
- Aphanomyces phycophilus de Bary 1860
- Aphanomyces pisci R.C. Srivast. 1979
- Aphanomyces piscicida Hatai 1980
- Aphanomyces polysporus Milovtz. 1936
- Aphanomyces raphani J.B. Kendr. 1927
- Aphanomyces salsuginosus D. Takuma, Hatai & A. Sano 2010
- Aphanomyces scaber de Bary 1860
- Aphanomyces sinensis D. Takuma, Hatai & A. Sano 2011
- Aphanomyces sparrowii Cutter 1941
- Aphanomyces stellatus de Bary 1860
- Aphanomyces volgensis Domashova 1974

Selon ITIS (12 juin 2013) :
- Aphanomyces astaci Schikora
- Aphanomyces euteiches Drechsler
- Aphanomyces laevis de Bary
- Aphanomyces parasiticus

Selon NCBI (12 juin 2013) :
- Achlya spiralis
- Aphanomyces astaci
- Aphanomyces cladogamus
- Aphanomyces cochlioides
- Aphanomyces euteiches
  - Aphanomyces euteiches f.sp. phaseoli
- Aphanomyces frigidophilus
- Aphanomyces helicoides
- Aphanomyces invadans
- Aphanomyces iridis
- Aphanomyces laevis
- Aphanomyces piscicida
- Aphanomyces repetans
- Aphanomyces salsuginosus
- Aphanomyces sinensis
- Aphanomyces stellatus